# کلیفورد مک‌لاگلن
کلیفورد مک‌لاگلن (انگلیسی: Clifford McLaglen؛ ‏ ۱۵ ژوئن ۱۸۹۲ – ۹ سپتامبر ۱۹۷۸) بازیگر اهل بریتانیا بود.
از فیلم‌هایی که وی در آن نقش داشته‌است، می‌توان به گربه کوچه و سرزمین بی زن اشاره کرد.